# セリエル音楽
セリエル音楽またはセリー音楽（セリエルおんがく、セリーおんがく、レイボヴィッツが1947年に提唱した仏: musique sérielleに由来する。独: Serielle Musik, 英: serial music ）とは戦後十二音技法から発展し、全面的パラメーターにわたって繰り返しを否定し秩序付けた音楽。音列主義 (英: Serialism, 独: Serialismus, Serialität)とも呼ばれる。

## 概要
その糸口はメシアンのピアノ曲「4つのリズムのエチュード」（Quatre Études de rythme,1949-50）の第2曲「音価と強度のモード」（1949）である。この技法がダルムシュタットでブーレーズとシュトックハウゼンらに引き継がれ、特に後者は第五のパラメーターとして「空間」を創始した。イタリアのノーノはそう言ったウェーベルンやメシアンを経由せず、独自の全面セリエル技法を直接シェーンベルクから受け継ぎ編み出して、政治的事象と音楽を強く結びつけ、メシアンの語法とダルムシュタットの語法に鋭く対立した。

## 受容と批判
その後現れた一番典型的な批判として、「複雑すぎてみな同じように聞えてしまう」というものがある。だが、これは当時のセリーシステムそのものの限界からきており、セリエル音楽そのものに未来が無いわけではなかった、とする見解もある。これらの再分析は1990年代に1950年代の音楽をリチャード・トゥープなどが分析した結果明らかになったことである。意外にも当時のセリエル音楽の作曲者は「耳」で決めており、一度決めたシステムに最後まで盲従したり、音域を余り考慮していなかったりといった初歩的なミスも多かった。
楽曲分析、演奏、または鑑賞が非常に難解だと言う批判で、ある意味でこの技法は行き詰まってしまい、皮肉にも同じくシェーンベルクの弟子であるアメリカのジョン・ケージがこれらの思想をすべて壊してしまうまで時間はかからなかった。その後、カールハインツ・シュトックハウゼンやディーター・シュネーベルのようにケージ音楽を折衷・変形してセリエルな作曲法に導入したり、その思想の外観だけを残したポスト・セリエル音楽の時代に入って行った。